# Rebirth (Lil Wayne)
Rebirth è il settimo album del rapper statunitense Lil Wayne, pubblicato il 2 febbraio 2010 dalla Cash Money Records. Originariamente previsto per inizio 2009, dopo numerosi posticipi, l'album è stato prodotto principalmente da Cool & Dre, DJ Infamous, DJ Nasty & LVM, Kevin Rudolf e J.U.S.T.I.C.E. League. Rebirth è stato presentato come debutto di Wayne nella musica rock, benché l'album contenga comunque tracce hip hop.
L'album ha debuttato alla seconda posizione della classifica statunitense Billboard 200, vendendo 176,000 copie nella sua prima settimana. Rebirth è diventato il settimo album consecutivo di Lil Wayne ad entrare nella top ten degli Stati Uniti, e da esso sono stati estratti quattro singoli. L'album è stato certificato disco d'oro.

## Tracce
1. Get Ugly (feat. Shanell) – 3:37
2. Prom Queen (feat. Shanell) – 3:37
3. Ground Zero – 3:57
4. Da Da Da – 3:40
5. Paradice – 3:57
6. Get a Life – 3:12
7. On Fire – 4:08
8. Drop the World (feat. Eminem) – 3:49
9. Runnin' (feat. Shanell) – 4:31
10. One Way Trip (feat. Kevin Rudolf) – 4:38
11. Knockout (feat. Nicki Minaj) – 4:09
12. The Price is Wrong – 3:28

Bonus tracks della Deluxe Edition
1. I'll Die For You – 5:07
2. I'm So Over You (feat. Shanell) – 2:58

Rebirth - The Videos
1. Knockout (feat. Nicki Minaj) – 4:10
2. Prom Queen (feat. Shanell) – 3:38
3. On Fire – 4:46
4. Da Da Da – 4:00
5. Drop the World (feat. Eminem) – 4:25
6. Get a Life – 3:12
7. Runnin' (feat. Shanell) – 4:39

## Classifiche
| Classifiche (2010)        | Posizione più alta |
| ------------------------- | ------------------ |
| Australia                 | 51                 |
| Canada                    | 5                  |
| Paesi Bassi               | 75                 |
| Francia                   | 86                 |
| Grecia                    | 28                 |
| Nuova Zelanda             | 33                 |
| Norvegia                  | 40                 |
| Svizzera                  | 15                 |
| Regno Unito               | 24                 |
| US Top R&B/Hip-Hop Albums | 1                  |
| US Billboard 200          | 2                  |
| US Top Rap Albums         | 1                  |